# DSA-341
La DSA-341 es una carretera perteneciente a la Red Secundaria de la Diputación Provincial de Salamanca que une la  SA-213  con la localidad de Sancti-Spíritus.

## Origen y Destino
La carretera  DSA-341  tiene su origen en Alba de Yeltes en la intersección con la carretera  SA-213 , y termina en el casco urbano de Sancti-Spíritus en la intersección con la carretera  N-620  formando parte de la Red de carreteras de Salamanca.